# Министерство цветной металлургии СССР
Министерство цветной металлургии СССР (Минцветмет СССР) — министерство в Советском Союзе .

## История
Всесоюзный народный комиссариат цветной металлургии был образован Указом Президиума Верховного Совета СССР от 24 января 1939 года в результате разделения Всесоюзного Народного комиссариата тяжелой промышленности на шесть отдельных наркоматов.
В ведение Наркомата цветной металлургии были переданы следующие предприятия; алюминиевой, медедобывающей и медеплавильной, цинковой, свинцовой, оловянной, никелевой, золото-платиновой, редкометаллической, по переработке цветных металлов, предприятия по заготовке, переработке и реализации лома цветных металлов.
В июне 1939 г. было создано Главное управление продовольственного снабжения рабочих золотоплатиновой промышленности (Главзолотопроснаб), в подчинение которого был передан ряд районных управлений. 15 марта 1946 г. декретом Верховного Совета СССР все наркоматы были преобразованы в министерства.
28 декабря 1950 года Президиум Верховного Совета СССР издал указ о разделении Министерства металлургической промышленности СССР на два министерства, Министерство черной металлургии СССР и Министерство цветной металлургии СССР и о переводе предприятий и организаций в соответствующие министерства согласно перечню, утверждаемому Советом Министров СССР . Президиум назначил Петра Ломако министром цветной металлургии СССР, а Ивана Архипова первым заместителем министра цветной металлургии СССР.

## Список министров
Источник :
- Александр Самохвалов (24 января 1939 — 9 июля 1940)
- Пётр Ломако (9 июля 1940 г. — 2 ноября 1986 г.)
- Владимир Дурасов (2 ноября 1986 г. — 17 июля 1989 г.)